# Wanja Gerick
Wanja Gerick (* 16. Februar 1981 in Berlin) ist ein deutscher Synchronsprecher, Synchronregisseur, Dialogbuchautor sowie Hörspiel- und Hörbuchsprecher.

## Leben

### Wirken
Gerick arbeitet seit 1993 als Synchronsprecher für diverse Fernsehserien, Filme, Computerspiele und als Sprecher für Hörspiele. So sprach er bereits Miles Tails Prower in den TV-Serien Sonic der irre Igel (1993–1996) und Sonic the Hedgehog (1993–1994).
Bekannt wurde er insbesondere durch seine Synchronisation von Hayden Christensen. Er sprach unter anderem Anakin Skywalker in Star Wars: Episode II – Angriff der Klonkrieger (2002) und in Star Wars: Episode III – Die Rache der Sith (2005). Mehrfach synchronisierte er Jared Padalecki (Gilmore Girls, Supernatural). Er sprach die Rolle des Charlie Todd in Dawson’s Creek. Außerdem synchronisierte er Chris Pratt in Everwood und ab der vierten Staffel von O.C., California. In Hollywood-Produktionen übernimmt er oft die Synchronisation von Nebenrollen. Er war zudem der Synchronsprecher von Krillin in der deutschen Fassung von Dragonball Z. Von 2008 bis 2011 sprach er außerdem die Hauptrolle des Yūsei Fudō in Yu-Gi-Oh! 5D’s. Von 2011 bis 2020 sprach er Kai in der Serie Ninjago, den er in Ninjago: Aufstieg der Drachen erneut vertont.
Regelmäßig nahm er Hörbücher für die Serie Kim Possible auf. 2007 und 2008 nahm er Hörspiele für die Reihe Geisterjäger John Sinclair auf. Außerdem sprach er Hörspiele für die Winnie Puuh-Reihe. 2010 gehörte er zu den Gaststars der „Jedi-Con 2010“, der sechsten offiziellen Star-Wars-Convention, in Düsseldorf.

### Privates
2009 beendete er sein Studium der Medieninformatik an der Beuth Hochschule für Technik Berlin. Seine Diplomarbeit legte er 2007 unter dem Titel „Einbindung animierter 3D-Objekte in gefilmtes Material – Die Verwendung von HDRI zur synthetischen Beleuchtung“ vor. 2009 beendete er zusammen mit Ozan Ünal seine Masterarbeit. Sie trägt den Namen: „Erprobung und Entwicklung von 3D-Interaktionstechniken für mehrere Benutzer“.

## Synchronrollen (Auswahl)
Hayden Christensen
- 2002: Star Wars: Episode II – Angriff der Klonkrieger als Anakin Skywalker
- 2005: Star Wars: Episode III – Die Rache der Sith als Anakin Skywalker
- 2010: Die Herrschaft der Schatten als Luke
- 2019: Star Wars: Der Aufstieg Skywalkers als Anakin Skywalker
- 2022: Obi-Wan Kenobi als Anakin Skywalker
- 2023: Ahsoka als Anakin Skywalker

Jeff Garcia
- 2001: Jimmy Neutron – Der mutige Erfinder als Max
- 2002–2006: Jimmy Neutron als Max Estevez
- 2004: Jimmy Neutron vs. Timmy Turner: Gefangen in der Welt der Feen als Max Estevez
- 2006: Jimmy Neutron VS. Timmy Turner: Ein hinreißend gelungener Schurke als Max Estevez
- 2006: Jimmy Neutron VS. Timmy Turner: Freitag, der 13 als Max Estevez
- 2010–2012: Planet Max als Max Estevez

Joseph Gordon-Levitt
- 1996–2007: Hinterm Mond gleich links als Tommy Solomon
- 1999: 10 Dinge, die ich an Dir hasse als Cameron James
- 2005: Brick als Brendan

Matt Lanter
- 2008: Star Wars: The Clone Wars als Anakin Skywalker
- 2008–2014, 2020: Star Wars: The Clone Wars als Anakin Skywalker
- 2016: Star Wars Rebels als Anakin Skywalker
- 2017: Star Wars: Die Mächte des Schicksals als Anakin Skywalker
- 2022: Star Wars: Geschichten der Jedi als Anakin Skywalker

Vincent Tong
- 2011–2019: Ninjago als Kai (1. Stimme)
- 2016: Ninjago: Tag der Erinnerungen als Kai
- seit 2023: Ninjago: Aufstieg der Drachen als Kai

Tahj Mowry
- 2003–2008: Kim Possible als Wade Load
- 2003: Kim Possible: Mission zwischen den Zeiten als Wade Load
- 2005: Kim Possible – Der Film: Invasion der Roboter als Wade Load

### Filme
- 1998: Simon Birch – Joseph Mazzello als Joe Wenteworth
- 1999: Tief wie der Ozean – Jonathan Jackson als Vincent Cappadora (mit 16 Jahren)
- 2000: Thomas, die fantastische Lokomotive als James
- 2001: Black Hawk Down – Ioan Gruffudd als Beal
- 2005: Highschool News – Streng vertraulich! – Drew Seeley als Logan
- 2005: Fullmetal Alchemist – Der Film: Der Eroberer von Shamballa – Rie Kugimiya als Alphonse Elric
- 2006: Step Up – Josh Henderson als Brett Dolan
- 2009: Scooby–Doo! Das Abenteuer beginnt – Robbie Amell als Fred
- 2009: Die Echelon–Verschwörung – Shane West als Max Peterson
- 2011: Das Weihnachtshaus – Jared Padalecki als Thomas Kinkade
- 2013: Battle of the Year – Dominic Sandoval als Grifter
- 2014: Katakomben – Ben Feldman als George
- 2015: Run All Night – Boyd Holbrook als Danny Maguire
- 2017: The LEGO Ninjago Movie – Michael Peña als Kai

### Serien
- 1995: Sonic der irre Igel – Christopher Welch als Tails
- 1996: Sonic the Hedgehog – Bradley Pierce als Tails
- 2000: Digimon – Etsuko Kozakura als Puppetmon
- 2001: Sonic Underground – Jaleel White als Manic
- 2001: Band of Brothers – Robin Laing als Pvt. Edward ‚Babe‘ Heffron
- 2001–2002: Dragon Ball Z – Mayumi Tanaka als Krillin
- 2002: Gravitation – Takehito Koyasu als Sakano
- 2002: Detektiv Conan – Ryoutarou Okiayu als Kazumi Sanada
- 2002: Power Rangers Time Force – Kevin Kleinberg als Trip / Grüner Time Force Ranger
- 2003: Dawsons Creek – Chad Michael Murray als Charlie Todd
- 2003: Digimon Frontier – Masato Amada als Junpei „J.P.“ Shibayama
- 2004: Fullmetal Alchemist – Rie Kugimiya als Alphonse Elric
- 2004–2005: Gilmore Girls – Jared Padalecki als Dean Forester
- 2004–2019: Winx Club – Adam Gregory als Brandon
- 2002–2006: Everwood – Chris Pratt als Bright Abbott
- 2006: Rom – Max Pirkis als Octavius
- 2006: Dragon Ball GT – Mayumi Tanaka als Krilin
- 2005–2021: Supernatural – Jared Padalecki als Sam Winchester
- seit 2006: American Dad – Eddie Kaye Thomas als Barry
- 2007: O.C., California – Chris Pratt als Ché
- 2007: Desperate Housewives – Cody McMains als Hector
- 2007–2009: Lost – Blake Bashoff als Karl
- 2007–2015: Psych – Sage Brocklebank als Officer Buzz McNab
- 2003–2009, 2012: One Tree Hill – Chad Michael Murray als Lucas Scott
- 2008: El Cazador de la Bruja – Mamoru Miyano als L.A.
- 2008–2012: Entourage – Kevin Connolly als Eric Murphy
- 2009: Ghost Whisperer – Stimmen aus dem Jenseits – Jesse Head als Clay Dennis
- 2009: Criminal Minds – Jackson Rathbone als Adam Jackson
- 2009: Death Note – Eiji Hanawa als Shingo Mido
- 2009: Dexter – Mike Erwin als Fred ‘Freebo’ Bowman
- 2009–2010: Bleach – Kōji Yusa als Gin Ichimaru
- 2009–2011: Yu-Gi-Oh! 5D’s – Yuya Miyashita als Yusei Fudo
- 2010: Ghost Whisperer – Stimmen aus dem Jenseits – Nick Eversman als Mike Walker
- 2010–2012: True Blood – Allan Hyde als Godric
- 2011: Beyblade Metal Fury – Zeo Abyss als Zeo Abyss
- 2012–2015: Mia and me – Abenteuer in Centopia – Andrew Craig als Mo
- 2012–2017: Der ultimative Spider–Man – Logan Miller als Nova / Sam Alexander
- 2013–2019: Chicago Fire – Yuri Sardarov als Otis
- 2014: The Secret Circle – Thomas Dekker als Adam Conant
- 2014–2019: Silicon Valley – Thomas Middleditch als Richard Hendriks
- 2014–2015: Fullmetal Alchemist: Brotherhood – Rie Kugimiya als Alphonse Elric
- 2014–2015: Die 7Z – Scott Menville als Hatschi
- 2014–2018: Z Nation – Nat Zang als Thomas „Tommy“ „10K“
- 2015: Willkommen In Gravity Falls als Franz (Staffel 2, Folge 3)
- 2015: Willkommen In Gravity Falls als Marius von Fundshauser (Staffel 2, Folge 10)
- 2015: The Walking Dead – Jordan Woods-Robinson als Eric Raleigh
- 2015/2017: The Vampire Diaries – Chris Wood als Kai Parker
- 2015–2021: Superstore – Ben Feldman als Jonah Simms
- 2016–2018: Voltron: Legendärer Verteidiger als Keith Kogane
- 2017–2018, 2021: Supergirl – Chris Wood als Mon-El
- 2025: Navy CIS für Matthew Lawrence als Danny Butler

### Videospiele
- 2002: Kingdom Hearts als Riku
- 2005: Star Wars: Episode III – Die Rache der Sith als Anakin Skywalker
- 2006: Kingdom Hearts II als Riku
- 2009: Star Wars: The Clone Wars – Republic Heroes als Anakin Skywalker
- 2013: Assassin’s Creed IV: Black Flag als Matrose
- 2014: Watch Dogs als Tobias Frewer
- 2014: Assassin’s Creed Unity als Soldat
- 2015: Batman: Arkham Knight als Nightwing
- 2015: Lego Dimensions als Kai
- 2015: Disney Infinity 3.0 als Anakin Skywalker
- 2017: Star Wars: Battlefront II als Anakin Skywalker

## Hörspiele (Auswahl)
- als Romeo Silberstern in: Die Letzten Helden
- als Jaydon Cross in Heliosphere 2265 von Andreas Suchanek
- als Anakin Skywalker in Star Wars: Labyrinth des Bösen (nach dem gleichnamigen Roman von James Luceno). Buch und Regie: Oliver Döring, ISBN 978-3-8291-2087-6.
- 2013: Ender’s Game: Das große Spiel (nach dem Roman und dem Drehbuch von Orson Scott Card), Audible exklusiv
- 2014–2016: als Leutnant Wilhelm „Willy“ Eckmann in Mark Brandis, Raumkadett
- 2021 Lady Bedfort: Lady Bedfort und Die Leiche aus dem Mittelalter (Folge 74), Audible

## Hörbücher (Auswahl)
- 2019: Sally Green: Die Verschwörung von Brigant (gemeinsam mit Tanya Kahana, Marius Clarén, Maximilian Artajo und Dagmar Bittner), Der Audio Verlag, ISBN 978-3-7424-1183-9
- 2020: Sally Green: Dämonenzorn (gemeinsam mit Monika Oschek, Dagmar Bittner, Marius Clarén, Maximilian Artajo und Arne Stephan), Der Audio Verlag, ISBN 978-3-7424-1324-6